# Lungani
Lungani é uma comuna romena localizada no distrito de Iaşi, na região de Moldávia. A comuna possui uma área de 63.34 km² e sua população era de 5556 habitantes segundo o censo de 2007.